# Жртве у Првом светском рату
Број жртава у Првом светском рату (војних и цивилних) је био преко 37 милиона - преко 15 милиона мртвих и 22 милиона рањених. У број мртвих улази скоро 9 милиона војних жртава и око 6,6 милиона рањених. Силе Антанте су изгубиле више од 5 милиона војника а Централне силе више од 3 милиона. Број жртава предмет је бројних расправа.

## Спорови око броја жртава
Извори за ове бројеве наведени су доле.
Процене за жртве у Првом светском рату варирају у великом степену, а често се цитирају без икаквих извора. Даље, процене могу садржати делимично и жртве Руског грађанског рата и Јерменског геноцида, а предмет је расправа у коликој мери и да ли би уопште требало.
Многе од цивилних, па и војних жртава биле су услед шпанске грознице или услед глади. У Србији је велики број жртава однео тифус.

## Жртве по земљама
| Антанта                 | Војни губици | Цивилне жртве | Укупно       | Рањени     |
| ----------------------- | ------------ | ------------- | ------------ | ---------- |
| Аустралија              | 59,330       | ?             | 59,330       | 159,171    |
| Белгија                 | 13,716       | 30,000        | 43,716       | 44,686     |
| Канада                  | 66,655       | ?             | 66,655       | 172,950    |
| Француска               | 1.375.800    | 40,000        | 1.415.800    | 4.266.000  |
| Грчка                   | 5,000        | 132,000       | 137,000      | 21.000     |
| Индија                  | 43,000       | ?             | 43,000       | 65.000     |
| Италија                 | 650,000      | ?             | 650,000      | 947.000    |
| Јапан                   | 300          | ?             | 300          | 907        |
| Црна Гора               | 3,000        | ?             | 3,000        | 10.000     |
| Нови Зеланд             | 18,166       | ?             | 18,166       | 58,526     |
| Њуфаундленд             | 1,251        | ?             | 1,251        | 2,314      |
| Португалија             | 7,222        | ?             | 7,222        | 13,751     |
| Румунија                | 335,706      | 275,000       | 610,706      | 120.000    |
| Русија                  | 1.700.000    | 2.000.000     | 3.700.000    | 4.950.000  |
| Србија                  | 450,000      | 650,000       | 1.100.000    | 1.250.000  |
| Јужна Африка            | 7,000        | ?             | 7,000        | 12.000     |
| Уједињено Краљевство    | 703,000      | 30,633        | 733,633      | 1.663.000  |
| САД                     | 126,000      | 200           | 126,200      | 234,300    |
| Укупно (Антанта)        | 5.565.146    | 3.157.833     | 8.722.979    | 13.990.605 |
| Централне силе          | Војни губици | Цивилне жртве | Укупне жртве | Рањени     |
| Аустроугарска           | 1.200.000    | 300,000       | 1.500.000    | 3.620.000  |
| Бугарска                | 87,500       | 275,000       | 362,500      | 152,390    |
| Немачка                 | 1.773.700    | 760,000       | 2.533.700    | 4.216.058  |
| Турска                  | 325,000      | 2.150.000     | 2.475.000    | 400.000    |
| Укупно (Централне силе) | 3.386.200    | 3.485.000     | 6.871.200    | 8.388.448  |
| Неутралне државе        |              |               |              |            |
| Норвешка                | -            | 1,900         | 1,900        | ?          |
| Укупно (све у табели)   | 8.951.346    | 6.644.733     | 15.596.079   | 22.379.053 |